# سربندر برانغي (تشكدان)
سربندر برانغي (بالفارسية: سربندپرانگی) هي قرية تقع في إيران في هرمزغان.